# Jan Svěrák
Jan Svěrák (Žatec, 6 de febrer de 1965) és un actor, productor i director de cinema txec, dels més destacats des de la Revolució de Vellut.
Fill del conegut escriptor Zdeněk Svěrák, va estudiar a l'Acadèmia de les Arts Escèniques de Praga. Ha rebut diversos premis, entre ells l'Oscar a la millor pel·lícula de parla no anglesa en 1997, el Globus d'Or, el Globus de Cristall i el Gran Premi de Tòquio per Kolja.

## Filmografia
Actor
- Na vlastní nebezpecí (2008)
- Román pro zeny (2005)
- Rebelové (2001)
- Valka barev (1993)
- Nejistá sezóna (1988)
- Kulový blesk (1979)

Director
| Any  | Títol            | Director | Guionista | Notes                                                 |
| ---- | ---------------- | -------- | --------- | ----------------------------------------------------- |
| 1988 | Ropáci           | Sí       | Sí        | Guanyadora del Premi Oscar Estudiantil                |
| 1991 | Obecná škola     | Sí       | No        | Nominada al Premi Oscar                               |
| 1994 | Jízda            | Sí       | Sí        | Guanyadora del Globus de Cristall                     |
| 1994 | Akumulátor 1     | Sí       | Sí        |                                                       |
| 1996 | Kolja            | Sí       | No        | Guanyadora de diversos premis incloent el Premi Óscar |
| 2001 | Tmavomodrý svět  | Sí       | No        | També hi participa com actor                          |
| 2004 | Tatínek          | Sí       | No        |                                                       |
| 2007 | Vratné lahve     | Sí       | No        |                                                       |
| 2010 | Kuky se vrací    | Sí       | Sí        | [ 4 ]                                                 |
| 2014 | Tři bratři       | Sí       | No        |                                                       |
| 2017 | Po strništi bos  | Sí       | Sí        |                                                       |
| 2022 | Betlémské světlo | Sí       | Sí        |                                                       |

## Premis i distincions
Premi Oscar Estudiantil
| Any  | Categoria                                | Pel·lícula | Resultat  |
| ---- | ---------------------------------------- | ---------- | --------- |
| 1989 | Millor pel·lícula estudiantil estrangera | Ropáci     | Guanyador |

Premis Óscar
| Any  | Categoria                                          | Treball nominat | Resultat  |
| ---- | -------------------------------------------------- | --------------- | --------- |
| 1992 | Millor pel·lícula estrangera (de parla no anglesa) | Obecná škola    | Nominat   |
| 1997 | Millor pel·lícula estrangera (de parla no anglesa) | Kolja           | Guanyador |

Festival Internacional de Cinema de Karlovy Vary
| Any  | Categoria         | Pel·lícula | Resultat  |
| ---- | ----------------- | ---------- | --------- |
| 1995 | Globo de Cristall | Jízda      | Guanyador |

Globus d'Or
| Any  | Categoria                               | Pel·lícula | Resultat  |
| 1996 | Millor pel·lícula en llengua no anglesa | Kolja      | Guanyador |

Festival Internacional de Cinema de Venècia
| Any  | Categoria                                | Pel·lícula | Resultat  |
| ---- | ---------------------------------------- | ---------- | --------- |
| 1996 | Premi Luigi de Laurentis-Menció especial | Kolya      | Guanyador |

Festival Internacional de Cinema de Tòquio
| Any  | Categoria                | Pel·lícula | Resultat  |
| ---- | ------------------------ | ---------- | --------- |
| 1996 | Tòquio Sakura Gran Premi | Kolya      | Guanyador |

Premis Lleó txec
| Any  | Categoria       | Treball nominat | Resultat  |
| ---- | --------------- | --------------- | --------- |
| 1996 | Millor director | Kolya           | Guanyador |
| 2001 | Millor director | Tmavomodrý svět | Guanyador |
| 2007 | Millor director | Vratné lahve    | Guanyador |